# 拉巴斯章克申 (印地安納州)
拉巴斯章克申（英語：La Paz Junction）是位於美國印地安納州馬歇爾縣的一個非建制地區。該地的面積和人口皆未知。